# فترة إسبانيا الحمقاء
كانت فترة إسبانيا الحمقاء (بالإسبانية: España Boba) في تاريخ جمهورية الدومينيكان حدثًا من عام 1809 حتى عام 1821، حيث كانت رئاسة سانتو دومينغو العامة تحت الحكم الإسباني، لكن الحكومة الإسبانية مارست سلطات قليلة بسبب قلة مواردها أثر حرب شبه الجزيرة ومختلف حروب استقلال أمريكا الإسبانية. انتهت الفترة عندما أعلن المسؤولون الدومينيكان استقلالًا قصير الأجل في 30 نوفمبر 1821. في فبراير 1822، ضمت هايتي سانتو دومينغو السابقة، مما أدى إلى احتلال استمر حتى عام 1844.

## الخلفية
تم التنازل عن سانتو دومينغو الإسبانية إلى فرنسا نتيجة لاتفاق بازل في عام 1795. اختار العديد من الدومينيكان الذهاب إلى المنفى في كوبا وبورتوريكو ومناطق إسبانية أخرى. مع ذلك، حافظت فرنسا على سيطرة اسمية فقط على المنطقة التي تم الاستحواذ عليها، مع الحفاظ على معظم إدارة المستعمرة من قبل الدومينيكان والإسبان والقوانين والتقاليد الإسبانية. ازداد الوضع سوءً عندما أدى إعلان هايتي المستقلة في عام 1804 إلى زيادة الأعمال العدائية في الجزيرة حيث فقدت التجارة مع الجزء الغربي من الجزيرة.
غيرت بداية حرب شبه الجزيرة الوضع السياسي. كانت إسبانيا الآن في حالة حرب مرة أخرى مع فرنسا، مع أن الملك المعين من قبل فرنسا، جوزيف بونابرت، حاول ادعاء ولاء الإسبان في كل مكان. بدأ الدومينيكان المنفيون الذين عارضوا الفرنسيين في العودة إلى الجزيرة ونظموا قوات استكشافية صغيرة في بورتوريكو تحت قيادة خوان سانشيز راميريز، والتي تلقت مساعدة من البحرية البريطانية. لم تقبل بريطانيا أبدًا بوقف سانتو دومينغو لفرنسا، الأمر الذي اعتبرته انتهاكًا لمعاهدة أوترخت. هزمت القوات الدومينيكية والبورتوريكية الجيش الفرنسي الأصغر والأفضل تسليحًا في 7 نوفمبر 1808، في معركة بالو هينكادو.

## الحكم الاسباني
خلال الإثني عشر عامًا التالية، عانى اقتصاد سانتو دومينغو. كانت معظم الزراعة من أجل الكفاف فقط، ولم يكن هناك الكثير من الأنواع في الجزيرة، وبمجرد عودة الاستقرار السياسي إلى إسبانيا في عام 1814، كان تركيزها على جزيرة كوبا الأكثر إنتاجية.
ومع ذلك، خلال العقد الثاني من القرن التاسع عشر، اكتسب الإهمال الاستعماري أبعادًا ملحمية. في الواقع، ولجميع الأغراض العملية، كانت المستعمرة في سانتو دومينغو خلال هذه السنوات (1809-1821) محكومة من خلال الإدارة الكوبية الأكثر أهمية. لم تعد كوبا، تعتبر مستعمرة هامشية بعد الاحتلال البريطاني القصير عام 1763 على عكس سانتو دومينغو. كانت إسبانيا منذ ذلك الحين تضخ الموارد في تطوير الاقتصاد الكوبي، وهكذا، بينما كانت سانتو دومينغو تعاني من خسارة طبقة المزارع البيضاء وملاك الأراضي، كانت كوبا ترحب ببرجوازية متنامية ومغامرة، والتي تكمل جيدًا طبقة زارع السكر القوية المتزايدة.
من ناحية أخرى، عانت النخبة الاستعمارية الدومينيكية بشكل كبير من آثار الثورة الهايتية ولم تتعافى. أعربت النخبة الحاكمة في ذلك الوقت عن أسفها لأن إسبانيا تخلت عنها - ولم يتم استثمار سوى القليل من المساعدات الاقتصادية في الجزيرة، فيما كانت الأموال الوحيدة التي أرسلتها الحكومة الملكية إلى الجزيرة هي رواتب الموظفين الملكيين. ولكن بينما أدى نمو اقتصاد السكر في كوبا إلى تأسيس مجتمع مستقطب اقتصاديًا وعرقيًا، لم تكن الفجوة المادية بين الطبقات الاجتماعية في سانتو دومينغو ملحوظة.

### ثورات ضد الحكم الاسباني
كما في المستعمرات الإسبانية الأخرى خلال حرب شبه الجزيرة، كانت هناك عدة محاولات لتأسيس المجالس العسكرية خلال الأعوام 1809-1812. حاولت بعض هذه المؤامرات إنشاء دولة مستقلة، بينما سعى البعض الآخر إلى ضم المنطقة إلى هايتي. جرت محاولة مبكرة في عام 1809 تحت قيادة هابانيرو، المعروف ببساطة باسم «دون فيرمين». لقد تم اعتقاله لمدة سبع سنوات في فورتاليزا أوزاما قبل إرساله إلى إسبانيا. وقعت مؤامرة أخرى برئاسة مانويل ديل مونتي، وهو أحد أقارب المفوض الملكي الذي أرسله فرانشيسكو خافيير كارو من المجلس الأعلى المركزي والمجلس الحاكم للمملكة. تم اكتشاف ديل مونتي واعتقاله واتهامه وإرساله إلى إسبانيا، حيث تمت تبرئته، ربما بسبب تأثير قريبه.
حاول أربعة رقباء فرنسيون، ظلوا بعد استعادة الحكم الإسباني، تنظيم انقلاب لإعادة سانتو دومينغو إلى الحكم الفرنسي. لقد فشلت جهودهم وتم إعدامهم. كما تم إعدام قادة محاولة العبيد وتمرد أسود حر. عندما رفضت السلطات التفكير في تحرير العبيد الدومينيكيين، كما كان مأمولًا، أو التنفيذ الكامل للدستور الإسباني لعام 1812، الذي كان من شأنه أن يمنح الجنسية الإسبانية للسود الأحرار، إذا لم يمنحهم حق التصويت، فقد تآمر العبيد والسود الأحرار على إنهاء العبودية وضم المنطقة إلى هايتي. تم اكتشاف المؤامرة وحُكم على العديد منهم بالجلد والسجن. تم إعدام القادة الأربعة الرئيسيين، بيدرو سيدا، وخوسيه ليوكاديو، وبيدرو هنريكيز، وشخص يعرف ببساطة باسم ماركوس. تم عرض رؤوسهم علانية في نقاط مختلفة من العاصمة.

## استقلال سانتو دومينغو
نظرًا لأن السلطات الإسبانية أبدت القليل من الاهتمام بمستعمرتها المستعادة، فقد أصبحت عائلات المزارع الكبيرة مثل سانتاناس هي القادة في الجنوب الشرقي، كما حكم قانون «المنجل» لبعض الوقت. ثم في 9 نوفمبر 1821، تمت الإطاحة بمستعمرة سانتو دومينغو الإسبانية من قبل مجموعة بقيادة الملازم أول حاكم إسباني نونيز دي كاسيريس، مدير المستعمرة السابق، وقد أعلن المتمردون الاستقلال عن إسبانيا في 30 نوفمبر 1821. عُرفت الأمة الجديدة باسم جمهورية هايتي الإسبانية. في 1 ديسمبر 1821، صدر أمر بتأسيس قانون لتقديم التماس لسيمون بوليفار من أجلى اتحاد هايتي الإسبانية مع كولومبيا الكبرى.

## سرعة زوال الاستقلال
في نوفمبر 1821، ظهرت مؤامرة جديدة في المنطقة الجبلية المتاخمة لهايتي للانضمام إلى سانتو دومينغو في هايتي. كانت المؤامرة شائعة بين الطبقات المتوسطة والدنيا، وأصحاب المتاجر الصغيرة، وعدد قليل من مربي الماشية الرئيسيين، وبين شعب الكريولو والمولاتو. انتشرت الحركة في منطقتي سور وسيباو. في الوقت نفسه، سعت مؤامرة أخرى في العاصمة، بقيادة خوسيه نونيز دي كاسيريس، إلى تحرير سانتو دومينغو والانضمام إلى كولومبيا الكبرى. وإدراكًا منه أن الحركة المؤيدة لهايتي كانت تتقدم، قام هو وأتباعه بإطاحة الحاكم باسكوال ريال في 30 نوفمبر 1821، وأسسوا دولة هاييتي الإسبانية المستقلة. لم تحصل الدولة الجديدة على دعم يذكر في المناطق الأخرى في سانتو دومينغو ولم يكن نونيز دي كاسيريس قادرًا على تأمين التزام من سيمون بوليفار بأن كولومبيا الكبرى سترسل المساعدات. كتب رئيس هايتي جان بيير بوير إلى نونيز دي كاسيريس معربًا عن أهمية توحيد الجزيرة. لم يرَ نونيز دي كاسيريس بعد ذلك أي خيار آخر سوى وضع سانتو دومينغو تحت الحكم الهايتي. وعقب تسعة أسابيع في 9 فبراير 1822، استولى بوير رسميًا على سانتو دومينغو واحتل الجزيرة بأكملها. كانت هذه بداية 22 عامًا من احتلال القوات الهايتية.

## الحكام

### 1809-1821

#### الحكام والرؤساء العاميين
- 1809-1811 خوان سانشيز راميريز
- 1811-1813 مانويل كاباليرو واي ماسوت
- 1813-1818 كارلوس دي أوروتيا وماتوس
- 1818-1821 سيباستيان كيندلان وأوريجان
- 1821- باسكوال ريال